# Fiodor Pietrow (konstruktor)
Fiodor Fiodorowicz Pietrow (ros. Фёдор Фёдорович Петров, ur. 3 marca?/16 marca 1902 w Doktorowie, zm. 19 sierpnia 1978 w Moskwie) – sowiecki konstruktor broni artyleryjskiej.

## Życiorys
Fiodor F. Pietrow urodził się we wsi Doktorowo w obwodzie tulskim. Od 1919 pracował jako robotnik na kolei, w 1920 wrócił do rodzinnej wsi, gdzie był sekretarzem sielsowietu. W maju 1924 został powołany do służby wojskowej, służył w 1 pułku łączności Moskiewskiego Okręgu Wojskowego, w 1927 ukończył wieczorowo rabfak (fakultet robotniczy). W 1927 roku rozpoczął studia na wydziale mechanicznym MWTU im. N. E. Baumana, a od roku 1930 kontynuował studia specjalistyczne na nowo otwartym wydziale wojskowo - mechanicznym Leningradzkiego Instytutu Politechnicznego w zakresie konstrukcji uzbrojenia.
W roku 1931 po ukończeniu studiów i otrzymaniu dyplomu inżyniera - mechanika w specjalności działa-łoża, rozpoczął praktykę na Uralu w jednym z tamtejszych zakładów artyleryjskich. Zaczął pracować jako kierownik biura technicznego wydziału, a w 1932 roku został kierownikiem odcinka montażu dział artyleryjskich. Na wiosnę 1934 roku przeszedł do biura konstrukcyjnego którego kierownikiem był N. G. Komarow i otrzymał stanowisko starszego konstruktora. Zajmował się tam unifikacją części do sprzętu artyleryjskiego. W roku 1936 podjął pracę nad konstrukcją nowej 152 mm haubicoarmaty wz. 1937 (MŁ-20) i 122 mm haubicy wz. 1938 (M-30).
Stanowisko kierownika doświadczalnego biura konstrukcyjnego objął w roku 1938, a następnie został głównym konstruktorem zakładu. W przeddzień napaści Niemiec na ZSRR opracował 107 mm armatę M-60.
Do najbardziej znanych rozwiązań opracowanych w latach wojny w dziedzinie broni artyleryjskiej przez zespół którym kierował Pietrow należały:
- 152 mm haubica wz. 1943 (D-1)
- 85 mm armata wz. 1943 (D-5S) średniego działa samobieżnego SU-85
- 100 mm armata wz. 1944 (D-10S) średniego działa samobieżnego SU-100
- 152 mm armatohaubica wz. 1937/43 MŁ-2S ciężkiego działa samobieżnego SU-152
- 122 mm armata wz. 1931/1937 ciężkiego działa samobieżnego ISU-122
- 122 mm armata wz. 1944 (D-25S) ciężkiego działa samobieżnego ISU-122S
- 122 mm armata wz. 1943 D-25T ciężkiego czołgu IS-2 i IS-3

W 1944 wstąpił do Armii Czerwonej i w tym samym roku został uhonorowany tytułem Bohatera Pracy Socjalistycznej, a po trzech latach uzyskał stopień doktora nauk technicznych. W 1946 został członkiem rzeczywistym Akademii Nauk Artyleryjskich ZSRR. Po wojnie do 1974 roku pozostawał naczelnikiem Specjalnego Biura Konstrukcyjnego (OKB) nr 9. Pod jego kierownictwem w okresie powojennym powstało szereg dział, w tym D-44, D-48, D-74, D-20 i D-30 oraz 2A31 działa samobieżnego 2S1 Goździk i 2A33 działa samobieżnego 2S3 Akacja, oraz działa radzieckich czołgów. Od 1942 należał do Komunistycznej Partii Związku Radzieckiego, był deputowanym do Rady Najwyższej ZSRR 2 i 4 kadencji. 3 marca 1966 mianowany został generałem lejtnantem. Od 1974 roku pracował w Ministerstwie Przemysłu Obronnego w Moskwie. W 1975 przeszedł na emeryturę. Został pochowany na Cmentarzu Nowodziewiczym.

## Odznaczenia i nagrody
- Medal „Sierp i Młot” Bohatera Pracy Socjalistycznej (5 stycznia 1944)[5]
- Order Lenina (trzykrotnie, 7 lutego 1939, 5 stycznia 1944 i 28 lipca 1966)
- Order Rewolucji Październikowej (21 marca 1972)
- Order Kutuzowa I klasy (16 września 1945)
- Order Suworowa II klasy (18 listopada 1944)
- Order Wojny Ojczyźnianej I klasy (21 czerwca 1945)
- Order Czerwonego Sztandaru Pracy (27 marca 1952)
- Medal „Za pracowniczą wybitność” (3 czerwca 1942)
- Nagroda Stalinowska (czterokrotnie, 1942, 1943 i dwukrotnie w 1946)
- Nagroda Leninowska (1967)

I inne.